# Катскілл (гори)
Катскільскі гори (англ. Catskill Mountains) — відроги Аппалачів, знаходяться в штаті Нью-Йорк, США, на північний захід від Нью-Йорка і на північний захід від Олбані. Сформувалися в результаті руйнування плато.
Як культурний та географічний регіон, Катскіллс зазвичай позначають територію лісового заповідника "Катскілл Парк" площею 2 800 км², захищеного від багатьох форм девелопменту законами штату Нью-Йорк, та місцини довкола заповідника.
Катскіллс є улюбленим місцем відпочинку жителів Нью-Йорка та інших міст.
У цих горах, за легендою, заснув на 20 років Ріп ван Вінкль.

## У популярній культурі
Пейзажі Катскіллс надихали багато митців.
"Hudson Valley Film Commission" веде перелік фільмів, дія яких відбувається у Долині Гудзон і регіоні Катскіллс.. Відповідно до переліку бл. 40 фільмів події відбувається у Катскіллс. 
Місто Бетел , розташоване у Катскіллс, було місцем проведення знаменитого музичного фестивалю Вудсток 15–18 серпня 1969 р., коли за три дні 32 виконавців виступили перед понад 500 000 глядачів. Місце проведення фестивалю зараз перетворено на відомий "Bethel Woods Center for the Arts".
Багато готелів та курортів регіону стали відомими в історії культури США за їх роль у розвитку сучасної стендап-комедії. Тут розпочинали такі стендап-коміки як Родні Денжерфілд, Джекі Мейсон і Дон Ріклс. Розмовно ці зали у готелях відомі як Борщовий пояс.

Катскіллс
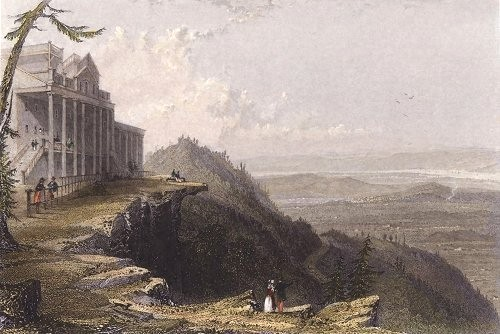
"Краєвид з гірського будиночка" (1836), Вільям Генрі Бартлетт[en]
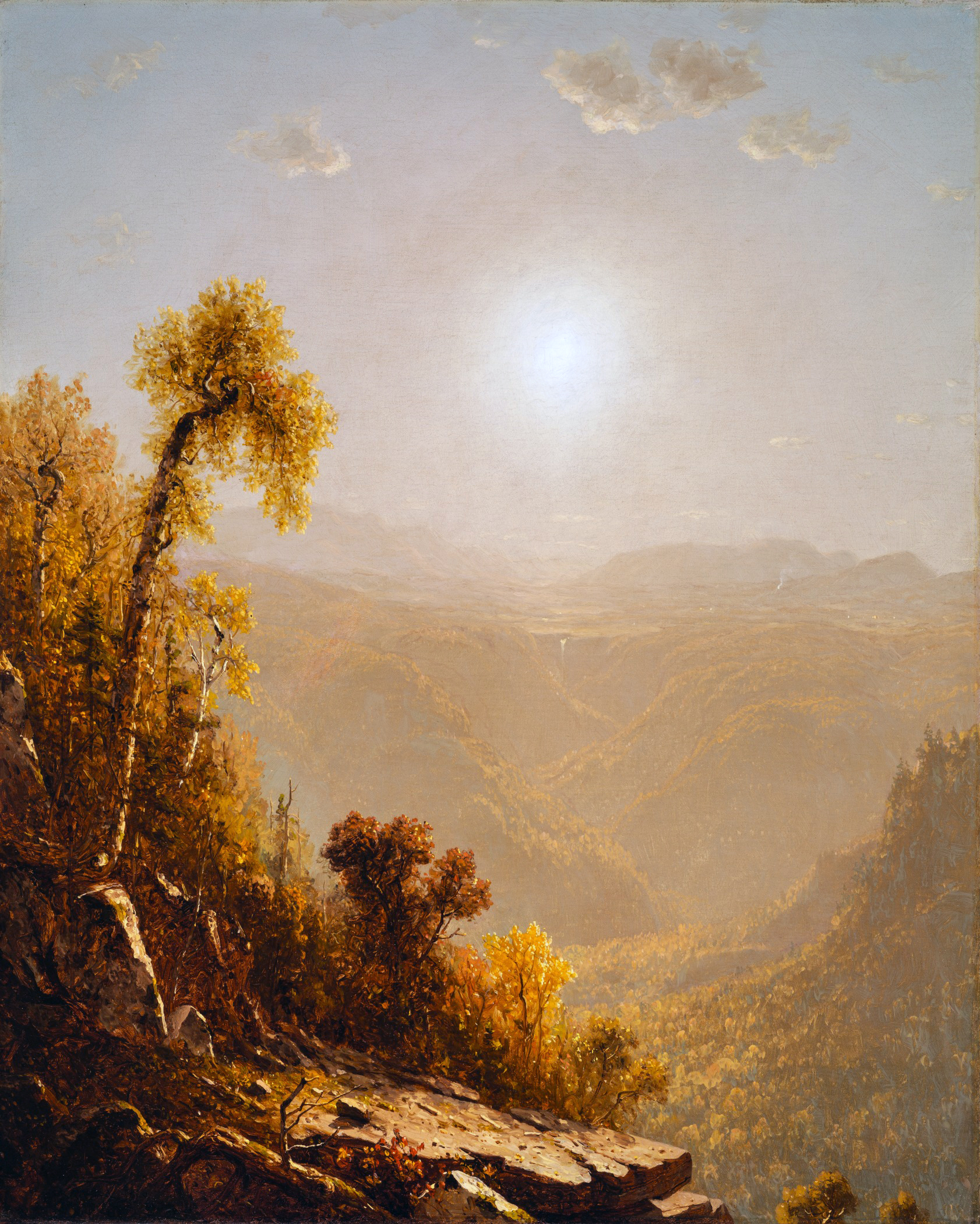
"Жовтень у Катскіллс" (1880), Сенфорд Робінсон Ґіффорд
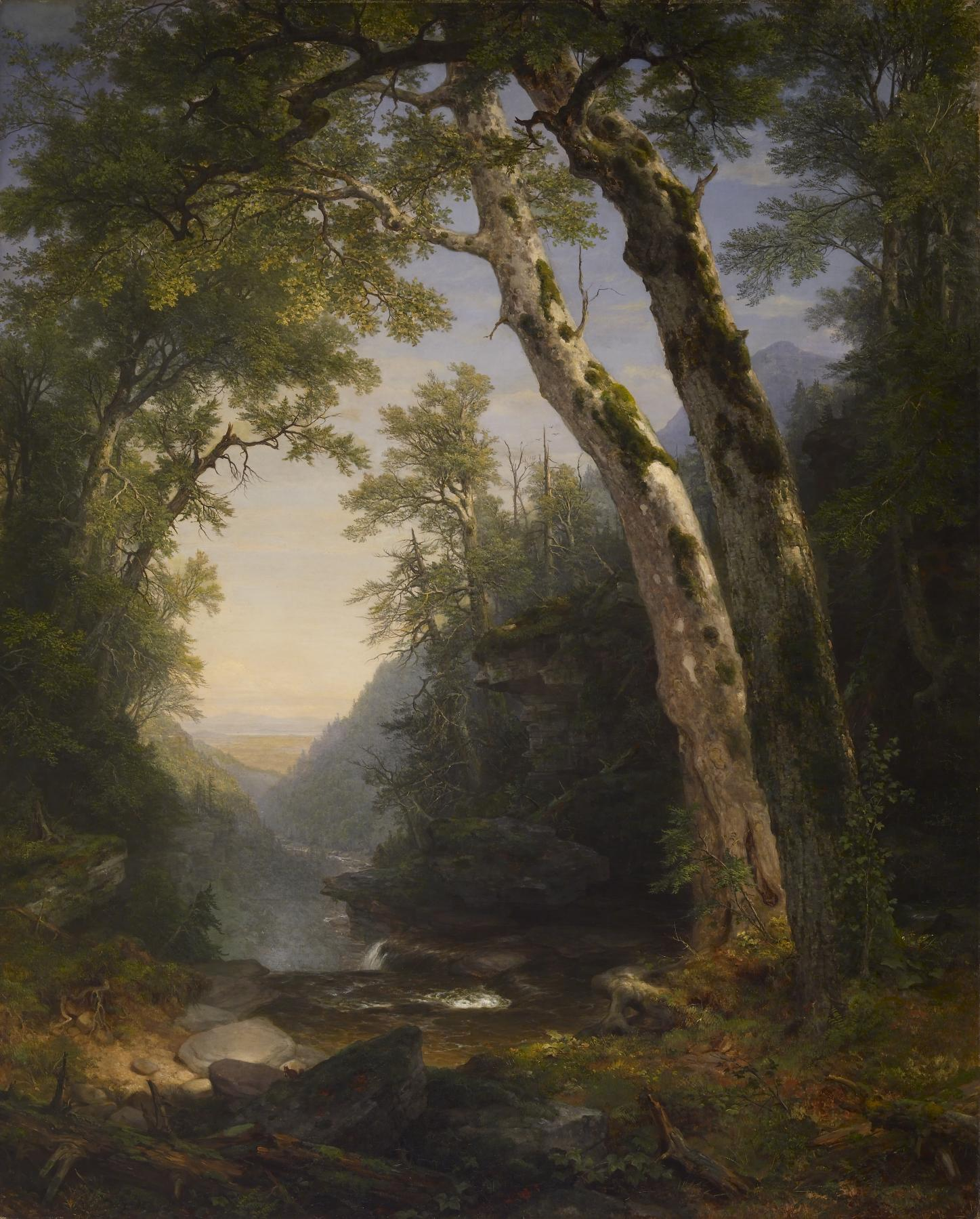
Катскіллс, Ашер Браун Дюранд[en]
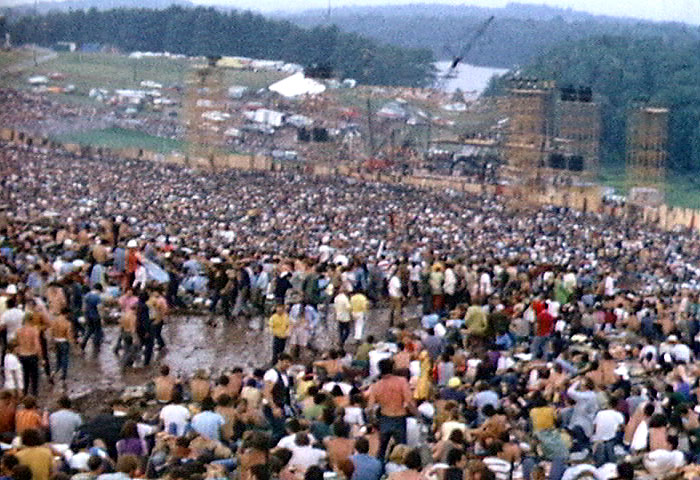
Сцена Вудсток Редмонд, Вудсток 1969